# ヨハン・カール・フライエスレーベン
ヨハン・カール・フライエスレーベン（Johann Carl Freiesleben, 1774年7月14日 - 1846年3月20日）は、ドイツの鉱物学者である。ザクセン鉱山局の局長を務めた。
ザクセン選帝侯領（現ザクセン州）フライベルクに生まれた。1790年から1792年までフライベルク鉱山学校で学び、アブラハム・ゴットロープ・ウェルナーの指導を受けた。ここでアレクサンダー・フォン・フンボルト、レオポルト・フォン・ブーフ、エルンスト・フリードリヒ・フォン・シュロトハイム と知り合い、学術旅行に加わった。中でもフンボルトとは終生の友人となった。
1792年から1795年の間、ライプツィヒ大学で法学を学びながら、ライプツィヒ近郊の調査を行った。卒業後、フンボルトとともにサヴォワとスイスの学術旅行を行い、1796年からザクセンのマリーエンベルク (Marienberg) で、1799年からヨハンゲオルゲンシュタット (Johanngeorgenstadt) で鉱山技師として働いた。
1800年にアイスレーベンの鉱山の責任者に任じられ、銅鉱山の改良に関する著書を著した。その後、フライベルクなどで働き、1838年にジギムント・アウグスト・ヴォルフガング・ヘルダーの後を継いで、ザクセン鉱山局の局長に任じられた。
1817年にマールブルク大学から名誉博士号を受け、1828年にベルリン科学アカデミーの会員に選ばれた。
1846年3月、ニーダーアウアーバッハ（現ザクセン州ローデヴィッシュの一部）の黄銅鉱へ出張中に死去。鉱物フライエスレーベン鉱 (freieslebenite) に命名された。